# Вилья-Комальтитлан (муниципалитет)
Вилья-Комальтитлан (исп. Villa Comaltitlán) — муниципалитет в Мексике, штат Чьяпас, с административным центром в одноимённом городе. Численность населения, по данным переписи 2020 года, составила 30 297 человек.

## Общие сведения
Название Comaltitlán с ацтекского можно перевести как — место гончаров.
Площадь муниципалитета равна 445,5 км², что составляет 0,6 % от площади штата, а наиболее высоко расположенное поселение Эль-Сипрес, находится на высоте 814 метров.
Он граничит с другими муниципалитетами Чьяпаса: на севере с Эскуинтлой, на востоке с Уистлой, на западе с Акапетауа, а на юге омывается водами Тихого океана.

## Учреждение и состав
Муниципалитет был образован в 1926 году, по данным 2020 года в его состав входит 138 населённых пунктов, самые крупные из которых:
| Код INEGI                  | Населённый пункт                                                                                     | Численность населения (2005 год) | Численность населения (2010 год) | Численность населения (2020 год) |
| -------------------------- | --- | -------------------------------- | -------------------------------- | -------------------------------- |
| 071                        | Всего                                                                                                | 26414                            | 27899                            | 30297                            |
| 0001                       | Вилья-Комальтитлан (исп. Villa Comaltitlán) 15°12′43″ с. ш. 92°34′34″ з. д. (административный центр) | 7972                             | 7201                             | 8222                             |
| 0022                       | Идальго (исп. Hidalgo) 15°09′46″ с. ш. 92°37′47″ з. д.                                               | 1666                             | 1640                             | 1824                             |
| 0065                       | Ласаро-Карденас (исп. Lázaro Cárdenas) 15°10′33″ с. ш. 92°33′09″ з. д.                               | 1507                             | 1531                             | 1590                             |
| 0002                       | Сан-Карлос (исп. San Carlos) 15°14′41″ с. ш. 92°35′55″ з. д.                                         | 24                               | 41                               | 1183                             |
| 0045                       | Сакуальпа (исп. Zacualpa) 15°10′06″ с. ш. 92°37′35″ з. д.                                            | 984                              | 1076                             | 1111                             |
| 0039                       | Кантон-Санта-Крус-ла-Унион (исп. Cantón Santa Cruz la Unión) 15°11′05″ с. ш. 92°35′43″ з. д.         | 554                              | 828                              | 902                              |
| 0044                       | Висенте-Герреро (исп. Vicente Guerrero) 15°15′40″ с. ш. 92°33′19″ з. д.                              | 744                              | 803                              | 808                              |
| —                          | Прочие                                                                                               | 12963                            | 14779                            | 14657                            |
| Названия на карте Генштаба | |                                  |                                  |                                  |

## Экономическая деятельность
По статистическим данным 2000 года, работоспособное население занято по секторам экономики в следующих пропорциях:
- сельское хозяйство и животноводство — 62,3 %;
- промышленность и строительство — 10,1 %;
- торговля, сферы услуг и туризма — 26,2 %;
- безработные — 1,4 %.

## Инфраструктура
По статистическим данным 2020 года, инфраструктура развита следующим образом:
- электрификация: 98,6 %;
- водоснабжение: 53,1 %;
- водоотведение: 96,1 %.

## Туризм
Главными туристическими объектами являются: солнечные пляжи на побережье Тихого океана, район топей Уэяте и лагуна Пансакола.